# مؤامرة الأكابر

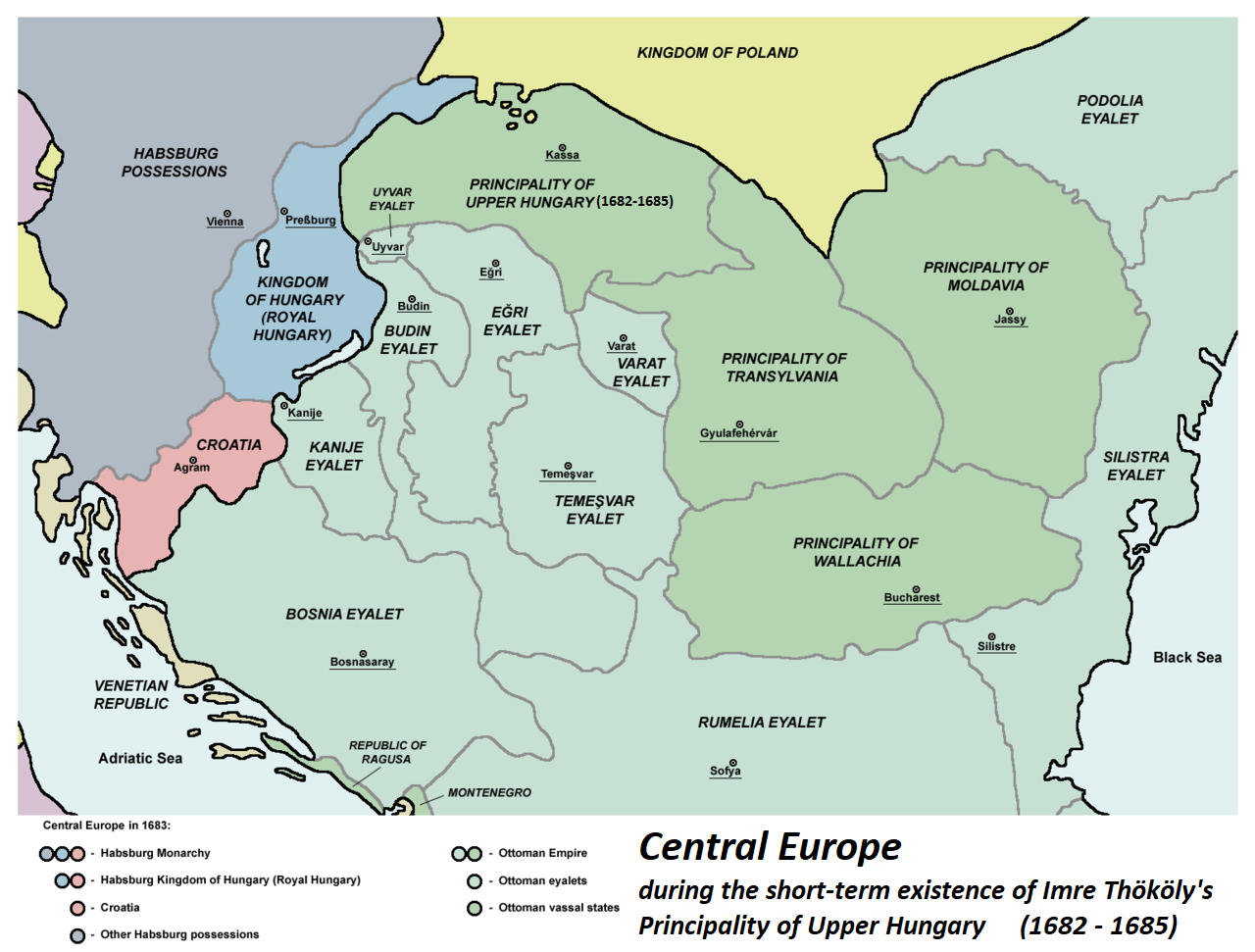
كرواتيا

كانت مؤامرة الأكابر، المعروفة في كرواتيا باسم مؤامرة زرنسكي فرانكوبان، وفي المجر باسم مؤامرة فيشليني، محاولة في القرن السابع عشر لتحرير المجر وكرواتيا من نفوذ ملكية هابسبورغ والنفوذ الأجنبية الأخرى. نتجت محاولة الانقلاب عن معاهدة سلام فسفار التي لم تحظ بشعبية، والتي وُقعت عام 1664 بين الإمبراطور الروماني المقدس ليوبولد الأول والدولة العثمانية. أعطت محاولة التمرد، سيئة التنظيم، الهابسبورغيين سببًا لتشديد الخناق على خصومهم. سُميت على اسم الكونت المجري فيرنس فيشليني، وعلى اسم الكونت الكرواتي نيكولا زرنسكي وأخيه بيتار زرنسكي وشقيق زوجته فران كرستو فرانكوبان.
كانت فيينا، في النصف الثاني من القرن السابع عشر، مهتمة بمركزية إدارة الدولة حتى تتمكن من إدخال سياسة اقتصادية متوافقة مع مذهب التجاريين وبالتالي وضع الأسس للملكية المطلقة. كانت العقبة الرئيسية أمام هذا الطريق هي استقلال الأكابر. قاوم نيكولا وبيتار زرنسكي وشريكهما فران كرستو فرانكوبان سياسة فيينا وغضبوا من تساهلها مع العثمانيين. اهتم الهابسبورغيون أكثر بأهدافهم الأوروبية، إلى جانب قليل من الاهتمام بتحرير كرواتيا والمجر من العثمانيين.

## الأسباب
بدأ توسع الإمبراطورية العثمانية في أوروبا في منتصف القرن الرابع عشر، ما أدى إلى حدوث مواجهة مع مع صربيا والإمبراطورية البيزنطية، بلغت ذروتها بهزيمة صربيا في معركة كوسوفو (1389) وهزيمة الإمبراطورية البيزنطية بسقوط القسطنطينية (1453). أدت السياسة التوسعية إلى صراعهم مع ملكية هابسبورغ عدة مرات خلال القرنين السادس عشر والسابع عشر. غُزي الجزء الأوسط من مملكة المجر، بعد معركة موهاج عام 1526، وقُسمت، بحلول نهاية القرن السادس عشر، إلى ما أصبح يُعرف باسم الثالوث: المجر الملكية الهابسبورغية في الشمال، والإيالة العثمانية في الجنوب، وترانسيلفانيا في الشرق. كان من الصعب تحقيق توازن بين مؤيدي هابسبورغ ومؤيدي العثمانيين في سلسلة من الحروب الأهلية وحروب الاستقلال.
بدأ الجمود بين القوتين العظميين في أوروبا الشرقية في التحول بحلول سبتمبر 1656، عندما شرع السلطان العثماني محمد الرابع بمساعدة الصدر الأعظم محمد باشا الكوبريللي في إصلاح الجيش العثماني وإعداده لصراع أكبر. جعلت التغييرات من الممكن للسلطان غزو واحتلال مناطق المجر التي تسيطر عليها ترانسلفانيا في مايو 1660. أدت المعارك التي تلت ذلك إلى مقتل حاكم ترانسلفانيا جورج راكوتزي الثاني. وجه العثمانيون، بعد انتصار سهل إلى حد ما، جيشهم الكبير نحو أجزاء من المجر الملكية.
أخل غزو ترانسلفانيا وإقليم هابسبورغ بالتوازن في المنطقة. طُرد كبير فرسان التيوتون من ترانسيلفانيا عام 1225، ووُضع منذ ذلك الحين تحت سيادة البابا في روما ولم يعد تحت سيادة تاج المجر المقدس، على خلاف ما كان عليه قبل عام 1225، وحاول منذ عام 1660 الانخراط في القيادة العليا للحدود العسكرية، ولكن تنظيم الحدود العسكرية لم يكن واضحًا كما يبدو وكان سرًا يتمتع بالحماية.
جذبت هذه التحركات قوات هابسبورغ تحت قيادة ليوبولد الأول. رغم تردده في البداية في أن يرسل قوات ويتسبب في حرب صريحة بين هابسبورغ والعثمانيين، إلا أنه في عام 1661 أرسل نحو 15,000 من جنوده تحت قيادة المارشال رايموندو مونتيكوكولي. لم يُعق تقدم الغزو العثماني للمجر على الرغم من التدخل. ردًا على ذلك، أُرسل إلى مونتيكوكولي، بحلول عام 1662، 15,000 جندي إضافي، واتخذوا مواقعهم في المجر. أُضيف جيش من الكروات والمجريين الأصليين بقيادة الكرواتي نيكولا زرنسكي إلى هذه القوة. حصل مونتيكوكولي كذلك على دعم ألماني إضافي بفضل الجهود الدبلوماسية للزعيم المجري فيرنس فيشليني، وهو ما كان مهمًا للغاية، خاصة لأنه بدا أن المجر بدون هابسبورغ، وربما بمساعدة فرنسا، كان لها دبلوماسيتها الخاصة في روما.
أبان تنظيم فرسان الجزة الذهبية، في عام 1662، عن تحالف ساذج بين تنظيم فرسان التيوتون وفيشليني، وذلك لأن فيشليني أصبح عضوًا في تنظيم فرسان الجزة الذهبية، ولم يكن أيًا من التنظيمين تحت سيادة تاج المجر المقدس. بدأت بذلك مؤامرة الأكابر، نظرًا لحظر التنظيمات الفروسية، في المجر وكرواتيا، وبعض التنظيمات الأجنبية، كتنظيم فرسان الجزة الذهبية، انضمام أعضاء غير ملكيين في التنظيمات الفروسية الأخرى. بدا ذلك صعبًا للغاية خاصة في ظروف نشوب حرب في المجر أو في كرواتيا.
لم يكن التحالف، بحلول أواخر 1663 وأوائل 1664، قد استعاد الأراضي التي غزاها العثمانيون فحسب، بل قطع أيضًا خطوط الإمداد العثمانية واستولى على العديد من الحصون التي كانت تحت سيطرة العثمانيين داخل المجر. في هذه الأثناء، كان جيش عثماني كبير، يصل تعداده إلى 100,000 رجل، بقيادة الصدر الأعظم فاضل أحمد باشا الكوبريللي، يتحرك من القسطنطينية إلى الشمال الغربي. هاجم الجيش قلعة نيو زرين بمقاطعة ماجيموريه (شمال كرواتيا) في يونيو 1664، واحتلها بعد حصار دام شهرًا. حققت الجيوش المسيحية المشتركة من ألمانيا وفرنسا والمجر وهابسبورغ، رغم ذلك، في 1 أغسطس 1664، انتصارًا حاسمًا ضد العثمانيين في معركة القديس كوتهارد.
افترض العديد من المجريين، بعد هذا الاشتباك، أن القوات المشتركة ستواصل هجومها لإزاحة جميع العثمانيين من الأراضي المجرية. غير أن ليوبولد كان أكثر اهتمامًا بالأحداث الجارية في إسبانيا هابسبورغ والصراع الذي سيُعرف لاحقًا بحرب الخلافة الإسبانية. لم ير ليوبولد حاجة لمواصلة القتال على جبهته الشرقية متى تمكن من إعادة المنطقة لتحقيق التوازن، مفضلًا التركيز على الصراع المحتمل مع فرنسا في ما يتعلق بحقوق العرش الإسباني. علاوة على ذلك، كان بإمكان العثمانيين أن يرسلوا المزيد من القوات في غضون عام، وكان الصراع الطويل مع العثمانيين محفوفًا بالمخاطر على ليوبولد. وقع ليوبولد ما عُرف باسم معاهدة سلام فسفار لإنهاء القضية العثمانية سريعُا.
كانت المعاهدة إلى حد كبير مكسبًا للعثمانيين على الرغم من الانتصار المشترك. نصت المعاهدة على اعتراف الهابسبورغيين بمايكل أبافي، الخاضع لسيطرة العثمانيين، كحاكم لترانسيلفانيا، ودفع ليوبولد 200,000 فلورين ألماني للعثمانيين كل عام مقابل وعد بهدنة مدتها 20 عامًا، وهو الأمر الذي أثار حفيظة نبلاء المجر. ظل المجريون منقسمين بين إمبراطوريتين، في حين تمكن ليوبولد من التركيز على القضايا في إسبانيا. شعر العديد من أكابر المجر، علاوة على ذلك، كما لو أن الهابسبورغيون قد تخلوا عنهم في فرصتهم الوحيدة للاستقلال والحماية من التقدم العثماني. قرر عدد من النبلاء، ردًا على ذلك، إزاحة النفوذ الأجنبي من المجر.